# Kılıçlı, Piraziz
Kılıçlı là một xã thuộc huyện Piraziz, tỉnh Giresun, Thổ Nhĩ Kỳ. Dân số thời điểm năm 2011 là 152 người.